# Laurent Hô
 (décembre 2021).
Il peut être nécessaire de l'améliorer pour respecter le principe de neutralité de point de vue. Veuillez consulter la page de discussion pour plus de détails.

 (mai 2024).
Si vous disposez d'ouvrages ou d'articles de référence ou si vous connaissez des sites web de qualité traitant du thème abordé ici, merci de compléter l'article en donnant les références utiles à sa vérifiabilité et en les liant à la section « Notes et références ».
Laurent Hô, né en 1967, est un musicien français de musique électronique.
Designer industriel de formation, il opère en tant que DJ dans le milieu de la Techno Music. Ses compositions se concentrent sur de la techno industrielle et de la techno hardcore. Il fonde le label discographique hardcore français, Epiteth Records, en 1994.

## Biographie
Il participe à la techno parade de Paris en 1998. Il est le producteur exclusif des 4 premiers albums de Micropoint. En 1998, avec de la French Core, il donne un concert devant 200 000 personnes sur la pelouse de Reuilly, retransmis sur M6.

## Discographie

### Albums studio
- 1998 : Laurent Ho - Syntetic (UW - Uncivilized World)
- 1999 : Laurent Ho - Sablier Minuteur Musical (Pa Design)
- 2001 : Ingler - _metaENDS - (Epiteth Rec.)
- 2003 : Carla Elves - Soundtracks - Laurent Ho's Tronica Project (UWe) - packaging designed by Matali Crasset.
- 2005 : Laurent Ho - Sablier Musical Vol 3 (Pa Design)
- 2008 : Laurent Ho - Back-to-the-roots (self production)
- 2014 : Ingler - Alive in 2014 (LIVE @ 20 ans d'Astropolis) (self production)
- 2017 : Laurent Ho : Seventh (self production)
- 2020 : Laurent Ho : Cinesthetique (self production)
- 2021 : Laurent Ho : Red (self production)
- 2022 : Laurent Ho : Next (self production)

### Singles et EP
- 1994 : Ingler - Warning: Only 220V For My Computer (Epiteth Rec.)
- 1994 : Laurent Ho - Tools For Thought (Epiteth Rec.)
- 1995 : Laurent Ho - Look For Markine (Radikal Groov Records)
- 1995 : Laurent Ho - Ingler 3 (Shockwave Recordings)
- 1995 : Ingler - 357 Kcal (Epiteth Rec.)
- 1996 : Ho.exe - Pr P Steiner (Uncivilized World)
- 1996 : Ingler - French Vibration 1 (Juncalor)
- 1997 : Ho.exe - Maidman (Uncivilized World)
- 1997 : Laurent Ho vs. Randy - France Vs. Italy (Zero Muzic Records)
- 1997 : Laurent Ho - Industry Is My House (Industrial Strength Records)
- 1997 : Ingler - Antenne Medical (Six Sixty Six Limited - Drop Bass Network)
- 1997 : Ingler - IOPS Blocks (Epiteth Rec.)
- 1997 : Ingler - Reboot System (Psychik Genocide)
- 1998 : Ho.exe - Thema / Tetrapak / Cwkn (UW - Uncivilized World)
- 1998 : Ingler - Captation (Epiteth Rec.)
- 1999 : Ingler - The Rumour (Epiteth Rec.)
- 1999 : Randy meets Ingler - Casual State (Epiteth Rec.)
- 1999 : Laurent Ho - Syntetic EP (Uncivilized World)
- 1999 : Audiodrama - Untitled (ANLX)
- 1999 : Audiodrama - No GMO Inside (ANLX)
- 2000 : Audiodrama - Ipili Koursoult's Project (ANLX)
- 2001 : Audiodrama - Young Gangster Memory (ANLX)
- 2001 : Genie & Laurent Ho - Winter Activities (ANLX)
- 2001 : Ingler - from_metaENDS (Epiteth Rec.)
- 2005 : DJ Tonio & Laurent Ho - Jocker (Error 404)
- 2005 : Jennifer Cardini & Laurent Ho - Stay (Crosstown Rebels)
- 2018 : Ingler : Bassdrum and waves (Epiteth rec.)
- 2019 : Laurent Ho : Dragon (toolbox: 130 bpm)

### CD DJ-mix
- 1996 : Laurent Ho – Hardcore III (Fairway)
- 1999 : Laurent Ho – Ho, What A Ravy Day... (Human)
- 2002 : Laurent Ho – Ctrl+Alt+Techno (Human)